# Nawojowa

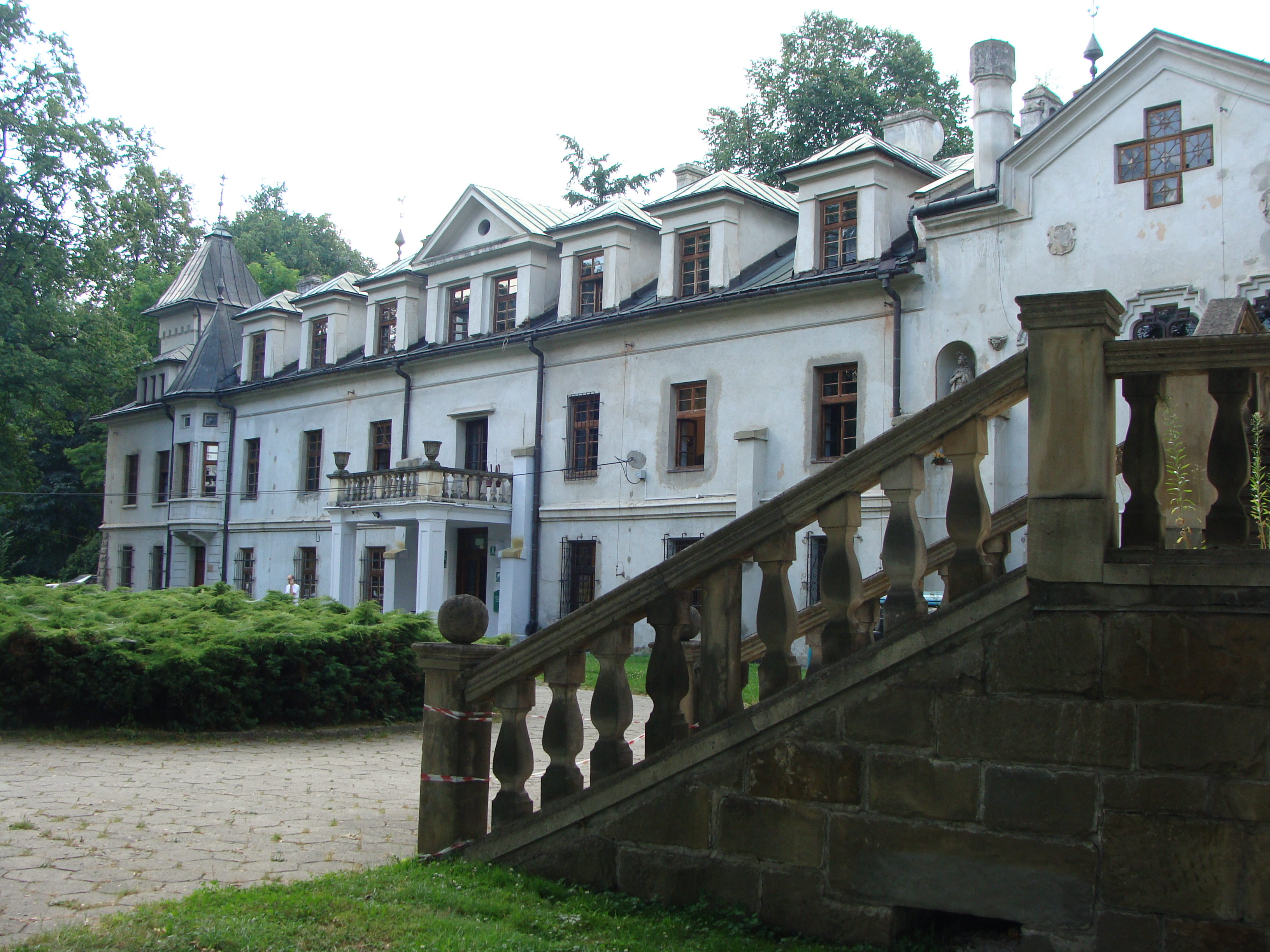
Pałac w Nawojowej. Widok od strony północnej

Nawojowa – wieś w Polsce, położona w województwie małopolskim, w powiecie nowosądeckim, w gminie Nawojowa.  Siedziba gminy Nawojowa na granicy Beskidu Sądeckiego i Beskidu Niskiego.
W latach 1954–1972 wieś należała i była siedzibą władz gromady Nawojowa. W latach 1975–1998 wieś administracyjnie należała do województwa nowosądeckiego.
| przysiółek | Podkamienne |
| części wsi | Barnakówka, Baumówka, Bonifacówka, Bukowiec, Cegielnia, Cempówka, Choroskówka, Dudkówka, Hamernia, Łęg, Majechówka, Na Pagórku, Piętkówka, Piórówka, Poczekaj, Pod Ciecierzem, Podlipie, Sikornik, Stary Tracz, Wójcikówka, Wygoda, Zamek, Ziajówka |

## Nazwa
Nazwę wsi w zlatynizowanej staropolskiej formie Nawoyowa wymienia w latach 1470–1480 Jan Długosz w księdze Liber beneficiorum dioecesis Cracoviensis. Jako właściciela Długosz wymienia Tomasza Nawojowskiego.

## Historia

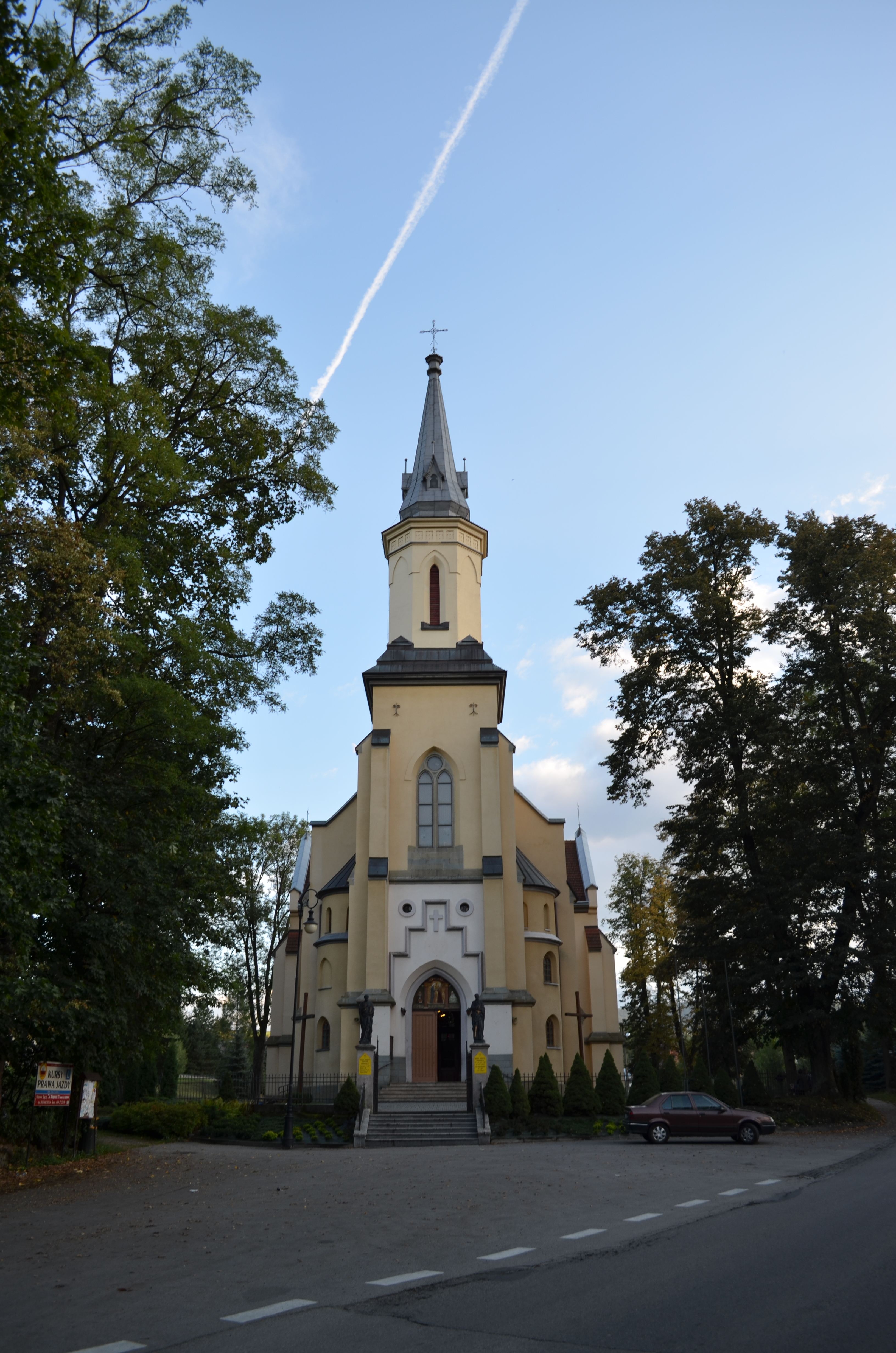
Kościół Nawiedzenia Najświętszej Maryi Panny

Nawojowa została założona przez kasztelana krakowskiego Nawoja z Tenczyna. W latach późniejszych przeszła w ręce książąt Ostrogskich, była częścią Ordynacji Ostrogskiej. W 1600 roku otrzymali ją na mocy ugody książęta Lubomirscy. Oprócz Nawojowej należało wówczas do tego majątku 25 osad położonych w górach: Szlachtowa, Czarnowoda, Jaworki, Białowoda (dziś gm. Szczawnica), Kunina, Bącza, Łazy, Popardowa, Margoń, Rybień, Homrzyska, Złotne, Czaczów, Barnowiec, Roztoka, Składziste, Maciejowa, Łabowa, Lachowiec, Kotów, Młyn, Nowa Wieś, Łosie, Krzyżówka i Frycowa. W 1753 roku nastąpił podział ordynacji na mocy ugody zawartej w Kolbuszowej. Klucz nawojowski otrzymał ks. Franciszek Ferdynand Lubomirski, starosta olsztyński. Wkrótce potem majątek w spadku przeszedł na rodzinę Stadnickich. Historyk Sądecczyzny Szczęsny Morawski wspomina o legendzie, według której podziemia liczące ponad 9 km długości łączyły Nawojową z zamkiem w Rytrze. Ponoć zaczynały się na wzgórzu za kościołem, na którym miał znajdować się zamek rycerza Nawoja. Mieszkańcy Nawojowej wsławili się w czasie wojen szwedzkich w 1655 roku napadem pod wodzą Kochowskiego na załogę szwedzką w Nowym Sączu. Szwedzi po jednodniowej walce musieli ustąpić z miasta.
Pod koniec XIX wieku Nawojowa liczyła 742 mieszkańców, a wśród nich 185 osób uważano za bogatych, bowiem gospodarzyli na połowie roli, łąk i lasów. Nawojowa miała wówczas jednoklasową szkołę ludową i gminną kasę pożyczkową. Do nawojoskiej parafii rzymskokatolickiej należało 15 miejscowości: Łęg, Kamionka Mała, Popardowa Niżna i Wyżna, Margoń, Kunina, Bącza, Frycowa, Rybień, Czaczów, Barnowiec, Homrzyska, Złotne, Maciejowa, Łabowa i Nowa Wieś. Parafię zamieszkiwało 3541 rzymskich katolików, 3440 grekokatolików, 1115 ewangelików i 101 Żydów.
Ostatnie dwadzieścia pięć lat XIX wieku to okres rozwoju ekonomicznego Nawojowej, głównie za sprawą Edwarda Stadnickiego, właściciela majątku. Założona przez niego huta żelaza produkowała na rynek lokalny. Jej wyroby były cenione. W 1877 roku otrzymały medal na Krajowej Wystawie Rolniczej i Przemysłowej we Lwowie. Wnuk Edwarda, Adam Stadnicki, który objął majątek po ukończeniu studiów leśnych w Monachium w 1904 r., prowadził bardzo efektywną i racjonalną gospodarkę leśną. W 1907 r. założył w Nawojowej tartak parowy i stolarnię, zatrudniając ponad 60 pracowników. Produkty tego zakładu eksportowano do Francji i Anglii.
Dzięki osiągnięciom gospodarczym i pozycji towarzyskiej Stadnickich Nawojowa była miejscem wielu wydarzeń, np. w 1878 r. w lipcu Nawojową odwiedzili uczestnicy 12 walnego Zjazdu Polskiego Towarzystwa Pedagogicznego, odbywającego się w Nowym Sączu. W 1928 do Nawojowej przyjechali uczestnicy 5 Międzynarodowego Zjazdu Botaników, by obejrzeć rezerwat leśny założony w Łabowcu przez Adama Stadnickiego. Najbardziej jednak znanym i opisanym w kronikach towarzyskich wydarzeniem w Nawojowej była w styczniu 1937 r. wizyta księżniczki Juliany, późniejszej królowej Holandii (1948–1980), z małżonkiem księciem Bernardem zur Lippe-Biesterfeldem. Z tej okazji Adam Stadnicki dla pary młodożeńców, ich przyjaciół i zaproszonych gości zorganizował polowanie w lasach ryterskich. W latach okupacji mieszkańcami w pałacu nawojowskim byli Juliusz Osterwa z żoną Matyldą z Sapiehów i córką Marią. Po wojnie Nawojowa zawsze była ośrodkiem administracyjnym szczebla podstawowego.
W miejscowości działało Państwowe Gospodarstwo Rolne – w 1993 jako Gospodarstwo Rolne Zasobu Własności Rolnej Skarbu Państwa Nawojowa.
W 2016 roku powstała Ochotnicza straż pożarna, która w grudniu 2018 roku otrzymała samochód pożarniczy Volvo FL 280 GBA 3/16.

## Zabytki
Obiekty wpisane do rejestru zabytków nieruchomych województwa małopolskiego.
- Kościół pw. Nawiedzenia Najświętszej Maryi Panny;
- zespół pałacowy: pałac, park;
- kapliczka murowana na zach. skraju parku pałacowego;
- kapliczka murowana w południowo-wschodnim narożniku parku pałacowego.